# Ромул, Рем и волчица
«Ромул, Рем и волчица» — картина фламандского художника Питера Пауля Рубенса, написанная в 1615 году в Антверпене. Картина экспонируется в Капитолийском музее в Риме, Италия.
Картина изображает: в центре новорождённых близнецов Ромула и Рема под присмотром волчицы и дятла — животных бога Марса, отца двух младенцев. Сцена происходит в тени фикуса Руминалиса на берегу Тибра, изображенного в образе старика, сидящего на большом кувшине, из которого вытекают воды реки. Его сопровождает Наяда или другая интерпретация Реи Сильвии, матери близнецов.
Центральная группа картины восходит к античной скульптуре, изображающей волчицу и Близнецов рядом с рекой Тибр. Эту скульптуру Рубенс смог увидеть и нарисовать в Ватикане. Рубенс прожил в Италии с 1600 по 1608 годы.